# Jastarnia (gromada)
Jastarnia – dawna gromada, czyli najmniejsza jednostka podziału terytorialnego Polskiej Rzeczypospolitej Ludowej w latach 1954–1972.
Gromady, z gromadzkimi radami narodowymi (GRN) jako organami władzy najniższego stopnia na wsi, funkcjonowały od reformy reorganizującej administrację wiejską przeprowadzonej jesienią 1954 do momentu ich zniesienia z dniem 1 stycznia 1973, tym samym wypierając organizację gminną w latach 1954–1972.
Gromadę Jastarnia z siedzibą GRN w Jastarni (wówczas wsi) utworzono – jako jedną z 8759 gromad na obszarze Polski – w powiecie wejherowskim w woj. gdańskim na mocy uchwały nr 26/III/54 WRN w Gdańsku z dnia 5 października 1954. W skład jednostki weszły obszary dotychczasowych gromad Jastarnia, Kuźnica i Bór oraz miejscowość Jurata z dotychczasowej gromady Hel ze zniesionej gminy Hel w tymże powiecie. 
13 listopada 1954 (z mocą obowiązującą od 1 października 1954) gromada weszła w skład nowo utworzonego powiatu puckiego w tymże województwie, gdzie ustalono dla niej 27 członków gromadzkiej rady narodowej. Tego samego dnia gromadę Jastarnia zniesiono nadając jej status osiedla (1 stycznia 1973 Jastarnia otrzymała prawa miejskie).
Jednostka Jastarnia funkcjonowała jako gmina miejska do końca 2016 roku, a 1 stycznia 2017 zmieniła rodzaj na miejsko-wiejski